# Reprezentacja Niemieckiej Republiki Demokratycznej w piłce ręcznej mężczyzn
Reprezentacja Niemieckiej Republiki Demokratycznej w piłce ręcznej mężczyzn (niem. Die Männerhandballnationalmannschaft der DDR) – narodowy zespół piłkarzy ręcznych, który reprezentował Niemiecką Republikę Demokratyczną w meczach i turniejach międzynarodowych. Za istnienie reprezentacji odpowiedzialny był Deutscher Handballverband.

## Udział w międzynarodowych turniejach

### Igrzyska olimpijskie
| Udział w igrzyskach olimpijskich | Udział w igrzyskach olimpijskich | Udział w igrzyskach olimpijskich | Udział w igrzyskach olimpijskich | Udział w igrzyskach olimpijskich | Udział w igrzyskach olimpijskich | Udział w igrzyskach olimpijskich | Udział w igrzyskach olimpijskich | Udział w igrzyskach olimpijskich | . | Uwagi |
| Rok                              | Runda                            | Miejsce                          | M                                | W                                | R                                | P                                | B+                               | B-                               | . | Uwagi |
| -------------------------------- | -------------------------------- | -------------------------------- | -------------------------------- | -------------------------------- | -------------------------------- | -------------------------------- | -------------------------------- | -------------------------------- | - | ----- |
| 1972                             | II faza grupowa                  | 4/16                             | 6                                | 2                                | 1                                | 3                                | 82                               | 89                               | . |       |
| 1976                             | Nie zakwalifikowała się          | Nie zakwalifikowała się          | Nie zakwalifikowała się          | Nie zakwalifikowała się          | Nie zakwalifikowała się          | Nie zakwalifikowała się          | Nie zakwalifikowała się          |                                  | . |       |
| 1980                             | Finał                            | 1/12                             | 6                                | 5                                | 1                                | 0                                | 131                              | 114                              | . |       |
| 1984                             | Wycofała się                     | Wycofała się                     | Wycofała się                     | Wycofała się                     | Wycofała się                     | Wycofała się                     | Wycofała się                     | Wycofała się                     | . |       |
| 1988                             | Faza grupowa                     | 7/12                             | 6                                | 4                                | 0                                | 2                                | 140                              | 129                              | . |       |

### Mistrzostwa świata
| Udział w mistrzostwach świata | Udział w mistrzostwach świata                                | Udział w mistrzostwach świata                                | Udział w mistrzostwach świata                                | Udział w mistrzostwach świata                                | Udział w mistrzostwach świata                                | Udział w mistrzostwach świata                                | Udział w mistrzostwach świata                                | Udział w mistrzostwach świata                                | . | Uwagi     |
| Rok                           | Runda                                                        | Miejsce                                                      | M                                                            | W                                                            | R                                                            | P                                                            | B+                                                           | B-                                                           | . | Uwagi     |
| ----------------------------- | ------------------------------------------------------------ | ------------------------------------------------------------ | ------------------------------------------------------------ | ------------------------------------------------------------ | ------------------------------------------------------------ | ------------------------------------------------------------ | ------------------------------------------------------------ | ------------------------------------------------------------ | - | --------- |
| 1954                          | Nie brała udziału                                            | Nie brała udziału                                            | Nie brała udziału                                            | Nie brała udziału                                            | Nie brała udziału                                            | Nie brała udziału                                            | Nie brała udziału                                            | Nie brała udziału                                            | . |           |
| 1958                          | Wspólna reprezentacja z RFN. Wyniki zaliczono na poczet RFN. | Wspólna reprezentacja z RFN. Wyniki zaliczono na poczet RFN. | Wspólna reprezentacja z RFN. Wyniki zaliczono na poczet RFN. | Wspólna reprezentacja z RFN. Wyniki zaliczono na poczet RFN. | Wspólna reprezentacja z RFN. Wyniki zaliczono na poczet RFN. | Wspólna reprezentacja z RFN. Wyniki zaliczono na poczet RFN. | Wspólna reprezentacja z RFN. Wyniki zaliczono na poczet RFN. | Wspólna reprezentacja z RFN. Wyniki zaliczono na poczet RFN. | . | Gospodarz |
| 1961                          | Wspólna reprezentacja z RFN. Wyniki zaliczono na poczet RFN. | Wspólna reprezentacja z RFN. Wyniki zaliczono na poczet RFN. | Wspólna reprezentacja z RFN. Wyniki zaliczono na poczet RFN. | Wspólna reprezentacja z RFN. Wyniki zaliczono na poczet RFN. | Wspólna reprezentacja z RFN. Wyniki zaliczono na poczet RFN. | Wspólna reprezentacja z RFN. Wyniki zaliczono na poczet RFN. | Wspólna reprezentacja z RFN. Wyniki zaliczono na poczet RFN. | Wspólna reprezentacja z RFN. Wyniki zaliczono na poczet RFN. | . |           |
| 1964                          | Faza grupowa                                                 | 10/16                                                        | 3                                                            | 1                                                            | 1                                                            | 1                                                            | 44                                                           | 35                                                           | . |           |
| 1967                          | Faza grupowa                                                 | 10/16                                                        | 3                                                            | 1                                                            | 1                                                            | 1                                                            | 68                                                           | 42                                                           | . |           |
| 1970                          | Finał                                                        | 2/16                                                         | 6                                                            | 4                                                            | 0                                                            | 2                                                            | 79                                                           | 73                                                           | . |           |
| 1974                          | Finał                                                        | 2/16                                                         | 6                                                            | 4                                                            | 1                                                            | 1                                                            | 129                                                          | 86                                                           | . | Gospodarz |
| 1978                          | II faza grupowa                                              | 3/16                                                         | 6                                                            | 3                                                            | 2                                                            | 1                                                            | 105                                                          | 88                                                           | . |           |
| 1982                          | II faza grupowa                                              | 6/16                                                         | 7                                                            | 3                                                            | 1                                                            | 3                                                            | 141                                                          | 140                                                          | . |           |
| 1986                          | II faza grupowa                                              | 3/16                                                         | 7                                                            | 5                                                            | 0                                                            | 2                                                            | 161                                                          | 139                                                          | . |           |
| 1990                          | II faza grupowa                                              | 3/16                                                         | 7                                                            | 3                                                            | 0                                                            | 4                                                            | 148                                                          | 150                                                          | . |           |